# 이택광
이택광(1968년 2월 29일 ~ )은 대한민국의 영문학자이자 미술, 영화, 대중문화, 정치 등에 대해 글을 쓰는 문화비평가다.

## 생애
부산대학교 영문학과를 졸업한 후 '문화연구'를 본격적으로 연구하기 위해 영국으로 건너가 워릭 대학교 대학원 철학과에서 석사학위를 받은 뒤 영국 셰필드 대학교 대학원 영문학과에서 문화이론으로 박사학위를 받았다. 영국 유학 시절에 <교수신문> 통신원으로 활동했고 1998년 <씨네21>에 영화비평을 발표하면서 본격적으로 문화비평을 시작했다. 2005년 귀국 후 광운대학교에서 조교수로 임용되어 문화이론과 문화연구를 가르쳤고 2007년 이후 경희대학교에서 '영미문화전공' 교수로 재직 중이다.

## 학력
- 부산대학교 영문학 학사
- 영국 워릭 대학교 대학원 철학 석사
- 영국 셰필드 대학교 대학원 문화학 박사

## 경력
- 경희대학교 글로벌커뮤니케이션학부 영미문화전공 교수
- 광주비엔날레 학술위원
- 부산비엔날레 학술위원
- 전 경기문화재단 자문위원
- 전《교수신문》 서평위원

## 저서
- 《들뢰즈의 극장에서 그것을 보다》. 갈무리. 2002년. ISBN 8986114445
- 《한국 문화의 음란한 판타지》. 이후. 2002년. ISBN 8988105516
- 《영단어 인문학 산책》. 난장이. 2010년. ISBN 9788996172871
- 《인문좌파를 위한 이론 가이드》. 글항아리. 2010년. ISBN 9788993905243
- 《인상파 파리를 그리다》. 아트북스. 2011년. ISBN 9788961960779
- 《이것이 문화비평이다》. 자음과모음. 2011년. ISBN 9788957075753
- 《99% 정치》. 마티. 2012년. ISBN 9788992053549
- 《마녀 프레임》. 자음과 모음. 2013년. ISBN 9788957077290
- 《인생론》. 북노마드. 2014년. ISBN 9788997835423
- 《박근혜는 무엇의 이름인가》. 시대의창. 2014년. ISBN 9788959402953

## 관련 기사
- Rob Enslin. SU Humanities Center hosts lectures by renowned cultural critic . Inside SU. Monday, March 26, 2012.
- John R. Eperjesi. Communists Meet Gangnam Style: Alain Badiou and Slavoj Žižek in South Korea. Huffpost, 2013.
- Kathy Novak. Why South Korea's men are buying tons of cosmetics. CNN, 2015.
- Kate Sutton. Seoul Cycle 보관됨 2017-08-24 - 웨이백 머신.Artforum, 2016.